# Xestipyge ornatum
Xestipyge ornatum är en skalbaggsart som först beskrevs av Reitter in Leder 1881.  Xestipyge ornatum ingår i släktet Xestipyge och familjen stumpbaggar. Inga underarter finns listade i Catalogue of Life.